# Dékán István
Dékán István (Budapest, 1953. július 2. –) alkalmazott fotográfus, szakíró, szakújságíró.

## Élete
1974-ben fejezte be a fényképész szakiskolát. Fotósként több munkahelyen is dolgozott (MTI, Műszaki Fotóstúdió, Magyar Kereskedelmi és Vendéglátóipari Múzeum, stb.), majd 1977-től a Lapkiadó Vállalatnál. Főállásban a Gazdasági magazin című lap munkatársa volt. 1988-tól két évig, a vállalat fotóműtermet vezette. 
Jelentősebb mellékfoglalkozású munkahelyei voltak: - Magyar Távirati Iroda (külsős fotóriporter) 1981-82 - Képzőművészeti kiadó képeslapok, naptárak, poszterek készítése 1984-90 - Négy évszak c. lap képszerkesztés, fotózás 1978-80 - Rubik Magazin képszerkesztés, fotózás 1982-83 - Elit magazin (illusztrációk) 1982 - Ország-világ nyári magazinok (illusztrációk) 1982-83 - Karate World képszerkesztés 1983 - Hungarian Exporter (illusztrációk). 1985-86. között. 
Rendszeresen dolgozott különböző cégeknek reklámfotósként, tárgyfotósként is. 1985-ben első díjat nyert a Magyar Reklámszövetség éves reklámfotó pályázatán egy poszternaptár képpel. A Lapkiadó Vállalat megszűnése (1990) után vállalkozóként saját céget alapított. 
Tagja a Magyar Újságírók Országos Szövetségenek (1982-től).
Első fotós szakcikkei 1978-79-ben jelentek meg az akkori egyetlen fotóújságban, a Fotó-ban. Az újságcikkeken kívül fotós szakkönyvei és oktató CD-ROM kiadványai is megjelentek. Magyarországon elsőként készített interaktív, digitális fotó oktató anyagot, ami CD-n jelent meg 1990-ben. Az első három szakkönyvét a Műszaki Könyvkiadó adta ki.

## Könyvek, CD-k
- Fantázia és fényképezés, Műszaki Könyvkiadó, 1982 - Képmódosítások, labortrükkök, Műszaki Könyvkiadó, 1986 - Kamera 1. (többszerzős könyv), Műszaki Könyvkiadó,
- 1987 - Fényképezés az alapoktól a szakmai ismeretekig, magánkiadás,
- 2000 - Digitális fényképezés az alapoktól, 2002. - Fényképezés az alapoktól a tudatos képig
- 2013, magánkiadás - Fényképezés kisfilmes géppel, magánkiadás,
- 1997. (CD) - Digitális fényképezés, magánkiadás,
- 1999. (CD).  A Képmódosítások, labortrükkök című könyv első díjat nyert a „Szép könyvért” kiadói pályázaton 1987-ben. Tervezője Mózer István volt.

2001-ben részt vett a (nyomtatott) Digitális Fotó Magazin alapításában és tíz évig irányította a lapot főszerkesztőként. A Magazint felvették a kiemelkedő fotóújságokat összerfogó nemzetközi szervezetbe , a TIPA-ba. Ennek megfelelően minden évben részt vett a TIPA díjakat odaítélő megbeszéléseken és szavazásokon. 1986-tól két évig részt vett egy magán videostúdió (Brill videó GMK) alapításában és munkájában. Videós szaktanfolyamot is végzett munkájához. 1990-ben alkalmazott fotográfiai szaktanfolyamot indított, amely első és ebben az időben egyedüli volt Magyarországon. Nyolc évig, évente két ilyen tanfolyam került megszervezésre Jelenleg a blog.fotovonal.hu fotós ismeretterjesztő oldalon publikál cikkeket és videókat.